# Lutjanus decussatus
Lutjanus decussatus és una espècie de peix de la família dels lutjànids i de l'ordre dels perciformes.

## Morfologia
- Els mascles poden assolir 35 cm de longitud total.[2][3]

## Hàbitat
És un peix marí de clima tropical i associat als esculls de corall que viu entre 2-30 m de fondària.

## Distribució geogràfica
Es troba des del sud de l'Índia i Sri Lanka fins a Nova Guinea i les Illes Ryukyu.